# Kongotermitskvätta
Kongotermitskvätta (Myrmecocichla tholloni) är en fågel i familjen flugsnappare inom ordningen tättingar. Den förekommer lokalt i gräsmarker i Centralafrika. Beståndet anses vara livskraftigt.

## Utseende och läte
Kongotermitskvättan är en udda och mycket distinkt skvätta. Fjäderdräkten är mestadels gråbrun, med vitt på strupe, övergump och undersidan av stjärten samt vita vingfläckar som är tydliga i flykten. I kroppsbyggnad och beteende liknar den vitskuldrad termitskvätta, men den gråvita fjäderdräkten är helt annorlunda. Den gladlynta sången som ofta avges i en ryttlande sångflykt alternerar mellan ljusare visslande toner och mörkare tjirpande.

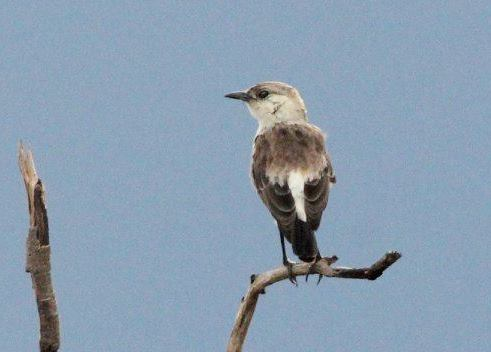

## Utbredning och systematik
Fågeln förekommer i Centralafrika från Gabon till södra Angola, Centralafrikanska republiken och västra Kongo-Kinshasa. Den behandlas som monotypisk, det vill säga att den inte delas in i några underarter.

### Familjetillhörighet
Termitskvättorna ansågs fram tills nyligen liksom bland andra buskskvättor, stentrastar, rödstjärtar vara små trastar. DNA-studier visar dock att de är marklevande flugsnappare (Muscicapidae) och förs därför numera till den familjen.

## Levnadssätt
Kongotermitskvättan hittas lokalt i gräsmarker, vanligen i par eller smågrupper. Den ses hoppa runt på marken eller sitta på låga utkiksplatser.

## Status
Arten har ett stort utbredningsområde och beståndet anses stabilt. Internationella naturvårdsunionen IUCN listar den därför som livskraftig (LC).

## Namn
Fågelns vetenskapliga artnamn hedrar François-Romain Thollon (1855-1896), fransk botaniker och samlare av specimen i Elfenbenskusten, Nigera, Gabon och Kongoriket.